# 15th Street-Prospect Park
15th Street-Prospect Park is een station van de metro van New York aan de Culver Line, in het stadsdeel Brooklyn. Het station is geopend in 1933. De lijnen  maken gebruik van dit station.
 ·  ·  ·  ·  ·  ·  ·  ·  · 